# Peter Van Calster
Peter Van Calster (Mechelen, 2 oktober 1965) is een Belgisch magistraat. Hij is bekend als fraudejager in diamantdossiers en als openbare aanklager voor grote fraudezaken in de diamantsector, maar ook vanwege zijn rol in Diamantgate, waarin hij in een juridische strijd was verwikkeld met de Antwerpse procureur-generaal Yves Liégeois.

## Levensloop
Peter Van Calster was speurder bij de gerechtelijke politie en is sinds oktober 2000 aanklager bij het Antwerpse parket. Sinds 2005 is hij er bevoegd voor alle onderzoeken naar fraude in de diamantsector en treedt hij op als openbare aanklager voor grote fraudezaken in de diamantsector. Hij bracht verschillende gevallen van diamantfraude aan het licht. In maart 2011 vervolgde hij 220 diamantbedrijven (één op zes Antwerpse diamantairs) in een fraudezaak rond diamantexpediteur Monstrey Worldwide Services.

### Zaak-Van Praag
In 2010 werd Van Calster van de fraudezaak rond de failliete elektroketen Hugo Van Praag gehaald, een beslissing genomen door Chris Nys, chef van de financiële sectie van het Antwerpse parket. Van Calster was ingegaan tegen de beslissing van zijn voorganger om een hoofdverdachte in het dossier, een befrijfsrevisor, niet meer te vervolgen; hij draaide die beslissing terug en vroeg de raadkamer de hoofdverdachte toch te vervolgen. Vervolgens werd hij van de zaak gehaald. In april 2011 stelde volksvertegenwoordiger Stefaan Van Hecke (Groen!) hierover een schriftelijke vraag aan minister van Justitie Stefaan De Clerck (CD&V). Van Calster stuitte op een andere fraude van dezelfde verdachten, een aandelenzwendel, en vervolgde de bedrijfsrevisor en de vroegere topman van de elektroketen rechtstreeks voor de strafrechter. Hij werd opnieuw van het dossier gehaald, andermaal door sectiechef Nys. In deze zaak werden de betrokkenen wel veroordeeld.

### Diamantgate
Terwijl Van Calster bezig was met de fraudedossiers rond diamantvervoerder Monstrey Worldwide Services en HSBC wilde het Antwerpse parket-generaal achter zijn rug een minnelijke schikking afsluiten met de diamantsector. Volgens Van Calster waren deze schikkingen onverantwoord gezien de ernst van de feiten, meer bepaald in de zaak Omega Diamonds. In het algemeen had hij bezwaren tegen de afkoopwet, die fraudeurs toeliet op elk moment hun proces af te kopen zonder toetsing door een rechter (de wet werd later in die zin aangepast). Van Calster en de  Bijzondere Belastinginspectie pasten daarom de klassieke regeling toe - met voorlegging aan de raadkamer - toen zij in juli 2011 een schikking van 100 miljoen euro, - de grootste in België tot dan -, afsloten in een fraudezaak tegen de stichters van de bedrijven Henrad en Henco. In januari 2012, tijdens zijn vakantie,  vond een huiszoeking plaats in het kantoor van Van Calster, op verdenking van valsheid in geschrifte. Er zouden aanwijzingen zijn geweest dat een proces-verbaal in de fraudezaak rond HSBC onjuistheden bevatte. Uit briefwisseling tussen de Antwerpse procureur-generaal Yves Liégeois en de Antwerpse procureur Herman Dams van eind 2011 bleek dat die eerste zich vragen stelde bij Van Calsters aanpak. De huiszoeking werd als een professionele afrekening met Van Calster gezien. Na verhoor enkele dagen na de huiszoeking werd Van Calster niet in verdenking gesteld. In februari 2012 verwijderde het Antwerpse parket-generaal hem als aanklager van verschillende diamantfraudeprocessen die hij behandelde voor het Antwerpse hof van beroep. Ook was de huiszoeking gebruikt om het dossier van de Zwitsere bank HSBC mee te nemen. 
In mei 2012 werd op aangeven van minister van Justitie Annemie Turtelboom (Open Vld) een tuchtonderzoek wegens bedreigingen tegen Van Calster gestart. Onderwerp van dit onderzoek was een e-mail die hij op 21 maart 2012 stuurde naar de kabinetschef van de minister, Jan Poels, een collega-magistraat. Hierin reageerde hij op persberichten over mogelijke procedurefouten die hij zou hebben gemaakt. In september 2012 diende Van Calster bij het Hof van Cassatie een klacht in tegen de Antwerpse procureur-generaal Liégeois. Hij beschuldigde zijn overste van 'tuchtrechtelijke inbreuken en misdrijven'. In oktober 2012 werd een gerechtelijk onderzoek tegen Liégois bevolen. Na een maandenlange oorlog van procureur-generaal Liégois moest Van Calster in november 2012 zijn dossiers uit handen geven; hij mocht enkel nog fiscale zaken in de kleinere arrondissementen rond Antwerpen behandelen en niet langer grote fraudezaken in de diamantsector. Uitzondering was de btw-fraude in de eerder genoemde zaak-Monstrey die Van Calster, ondanks alle tegenkanting, tot een 'goed einde' bracht.

### Schorsingen en (ongedaan gemaakt) ontslag
In februari 2013 opende het Antwerpse parket-generaal drie strafonderzoeken tegen Van Calster. Onderwerp van de onderzoeken waren het dossier dat Van Calster overmaakte aan het Hof van Cassatie tegen procureur-generaal Liégeois en tweemaal een mogelijke schending van het beroepsgeheim door Van Calster. In januari 2014 werd hij echter niet in verdenking gesteld.
Van Calster werd in oktober 2016 voor drie maanden geschorst in het kader van een tuchtonderzoek. Volgens de Turnhoutse afdeling van het Antwerpse parket waren er ernstige aanwijzingen dat hij "foutieve, misleidende insinuaties verspreidde omtrent vermeende onrechtmatige handelingen door leden van de magistratuur". In februari 2017 besliste de tuchtrechtbank van Gent om hem te ontslaan nadat hij zijn functie als magistraat had misbruikt om opzoekingen te doen bij telecomoperatoren Proximus en Telenet. Van Calster diende samen met Karel Anthonissen, toenmalig gewestelijk directeur bij de Bijzondere Belastinginspectie in Gent, echter een strafklacht in tegen mogelijk onwettige telefoontaps. Hij ging tevens in beroep tegen zijn ontslag. Zij ontslag werd ongedaan gemaakt en omgevormd tot een schorsing van een jaar.
Hij zou in maart 2019 terug aan de slag gaan, maar werd op de valreep opnieuw geschorst voor drie maanden en mogelijk langer. Er werd hem verweten lichtzinnig foute info te hebben verspreid, zijn hiërarchie te hebben miskend en afbreuk aan de waardigheid van zijn ambt als magistraat hebben gedaan.